# Mercedes Echerer
Raina A. Mercedes Echerer, née le 16 mai 1963 à Linz, est une actrice et femme politique autrichienne.
Elle siège au Parlement européen de 1999 à 2004 pour le parti Les Verts - L'Alternative verte.

## Filmographie

### Cinéma
- 1988 : Nachsaison : Danseuse
- 1989 : Calafati Joe
- 1990 : Himmel oder Wienerstadt
- 1990 : Landläufiger Tod
- 1991 : Café de l'union
- 1991 : Fahrt in die Hauptstadt
- 1991 : Trauma
- 1994 : Rex, chien flic
- 1995 : Halbe Welt : Sina
- 1995 : Unser Opa ist der Beste
- 1996 : Der See : Gartner
- 1999 : MA 2412
- 1999 : Wanted d'Harald Sicheritz : Sylvia
- 2003 : Universum
- 2007 : Natur im Garten
- 2007 : Quatuor pour une enquête
- 2008 : Der Winzerkönig
- 2008 : Die 4 da
- 2009 : SOKO Donau
- 2009 : Schnell ermittelt
- 2010 : Cher voleur
- 2010 : Pas ma fille !
- 2011 : Der Amtsweg
- 2011 : Die Rosenheim-Cops
- 2011 : New York November : Officier du Swat # 4
- 2012 : La Châtelaine
- 2012 : Unter Umständen verliebt
- 2012 : Ways
- 2013 : Janus (de)
- 2014 : Die Detektive
- 2014 : Universum History
- 2016 : Agonie : Christians Mutter
- 2016 : Das Geheimnis der Hebamme
- 2016 : Karussell : Poétesse
- 2017 : Tatort
- 2018 : Boomerang
- 2019 : Erbschaftsangelegenheiten
- 2019 : Walking on Sunshine (de)